# Михаил Алексеев
Михаил Василиевич Алексеев (на руски: Михаил Васильевич Алексеев) е руски офицер, генерал от пехотата. Участник в Руско-турската война (1877-1878).

## Биография
Михаил Алексеев е роден на 3 ноември 1857 г. във Вязма - Смоленска губерния, в семейството на офицер. Учи в Тверската класическа гимназия. Ориентира се към военното поприще и постъпва в Московското пехотно училище. Произведен е в първо офицерско звание прапоршчик с назначение в 64-ти Казански пехотен полк (1876).
Участва в Руско-турската война (1877-1878). Бойното му кръщение е превземането на Ловеч на 22 август 1877 г. Участва в третата атака на Плевен, където е ранен, но остава в строя. Назначен е за адютант на генерал-майор Михаил Скобелев. Отличава се в зимното преминаване на Стара планина и битката при село Шейново. Повишен е във военно звание подпоручик (1878). Награден е за проявена храброст с орден „Света Ана“ IV степен (1878), орден „Свети Станислав“ III степен с мечове и орден „Света Ана“ III степен с мечове и бант (1879).
След войната служи като старши адютант в 1-ви Армейски корпус. Завършва Николаевската академия с присъдена за отличие Милютинска премия (1890). Служи в Генералния щаб и се занимава с планиране на стратегическото развръщане на армията в случай на война. Едновременно е професор по история на руското военно изкуство в Николаевската академия. Служи като началник на оперативния отдел по квартирмайстерската част на Генералния щаб (1900-1903). Повишен е във военно звание генерал-майор от 1904 г.
Участва в Руско-японската война от 1904-1905 г. като генерал квартирмайстер на 3-та Манджурска армия. Разработва военните операции. Участва в битката при Мукден, за което е награден със златно оръжие „За храброст“.
Служи като оберквартирмайстер на главното управление на Генералния щаб. Повишен е във военно звание генерал-лейтенант с назначение за началник на щаба на Киевския военен окръг (1908). Назначен е за командир на 13-и Армейски корпус (1912).
Участва в Първата световна война като началник на щаба на Югозападния фронт. Има съществен принос за успеха на битката за Галиция. Повишен е във военно звание генерал от пехотата и е награден с орден „Свети Георги“ IV степен (1914). Назначен е последователно за главнокомандващ на Северозападния фронт и на Западния фронт (1915). Планира и провежда успешни операции срещу германската и австро-унгарската армии. Назначен е за началник на щаба на ставката на главнокомандващия император Николай II от август 1915 г. Разработва стратегическия план за водене на войната през 1916 г. Повишен е във военно звание генерал-адютант.
След абдикацията на император Николай II по време на Февруарската революция от 1917 г. е върховен главнокомандващ на Руската армия.
По време на Гражданската война в Русия е основоположник на бялото движение. Участва във формирането на Доброволческата армия и нейните Кубански походи (1918).
Като непосредствен участник и военен историк подробно описва участието и впечатленията си от Руско-турската война от 1877-1878 г. в книгата „Походите на 64-ти Казански пехотен полк 1642-1886 г.“
Умира от възпаление на белите дробове на 25 септември 1918 г. в Екатеринодар. По желание на неговите близки прахът му е пренесен в Белград през 1920 г.